# Škoda Fabia III
| Sterne im Euro NCAP-Crashtest (2014) |

Der Škoda Fabia III kam im November 2014 als Nachfolger des Škoda Fabia II, zunächst nur mit Schrägheck, auf den Markt. Die Kombivariante des Kleinwagens folgte im Januar 2015. Produziert wurde der Wagen im Škoda-Werk Mladá Boleslav, aber auch in Russland und China für die dortigen Märkte. Die Premiere fand im Oktober 2014 auf dem Pariser Autosalon statt.
Das Nachfolgemodell Fabia IV auf Basis der MQB-A0 Plattform wurde im Mai 2021 vorgestellt. Die Markteinführung folgte im September 2021. Der Kombi erhielt keinen Nachfolger.

## Modellgeschichte
Der Fabia III basiert nicht, wie oft in den Medien vermutet, auf dem Modularen Querbaukasten (MQB), sondern ist ein Mix mehrerer Plattformen, in dem auch der MQB zu finden ist. Ein geringer Anteil stammt von der Plattform PQ25, größtenteils basiert die gemischte Plattform auf der PQ26.
Mit 3,99 Meter in der Länge, 1,73 Meter in der Breite und 1,45 Meter in der Höhe ist der Fabia einen Zentimeter kürzer und vier Zentimeter niedriger, aber neun Zentimeter breiter als sein Vorgänger. Die Innenraumbreite blieb nahezu unverändert. Der Kofferraum wuchs von 315 auf 330 Liter, mit Reserverad allerdings nur von 300 auf 305 Liter. Bei umgeklappter Rücksitzlehne ist das Volumen mit 1150 Litern (1125 mit Reserverad) geringer als beim vorherigen Fabia, der 1180 Liter (1165 mit Reserverad) aufnehmen konnte. Zudem lässt sich die Rücksitzfläche nicht mehr nach vorn umklappen, sodass bei flachgelegter Rücksitzlehne eine höhere Stufe entsteht als im Vorgängermodell und kleinere Gepäckstücke nach vorn in den Fahrgastraum hindurchrutschen können.
Die Combi-Version ist in ihren technischen Daten der Limousine sehr ähnlich: sie hat einen 15 mm größeren Radstand (2470 mm) und war ab Juli 2020 mit dem 44 kW starken Einliter-Motor erhältlich. Die Gesamtlänge des neuen Modells beträgt laut Herstellerangaben 4257 mm. Der neue Combi legte in den Innenmaßen gegenüber seinem Vorgänger zu. Das Kofferraumvolumen stieg auf 530 l (vormals 505 l), wobei wiederum bei umgeklappter Rücksitzlehne ein Raumverlust von früher 1485 auf 1395 Liter eintritt. Anders als bei der Limousine kann die Rücksitzbank nach vorn geklappt werden. Bei umgeklappter Lehne entsteht dann eine nahezu ebene Ladefläche. Bei beiden Modellen macht ein Reserverad den Kofferraum 25 Liter kleiner.
Bis Februar 2018 wurden ca. 500.000 Fabia III verkauft. In Deutschland war der Fabia im ersten Halbjahr 2018 mit 24.543 Neuzulassungen der drittmeistverkaufte Kleinwagen.

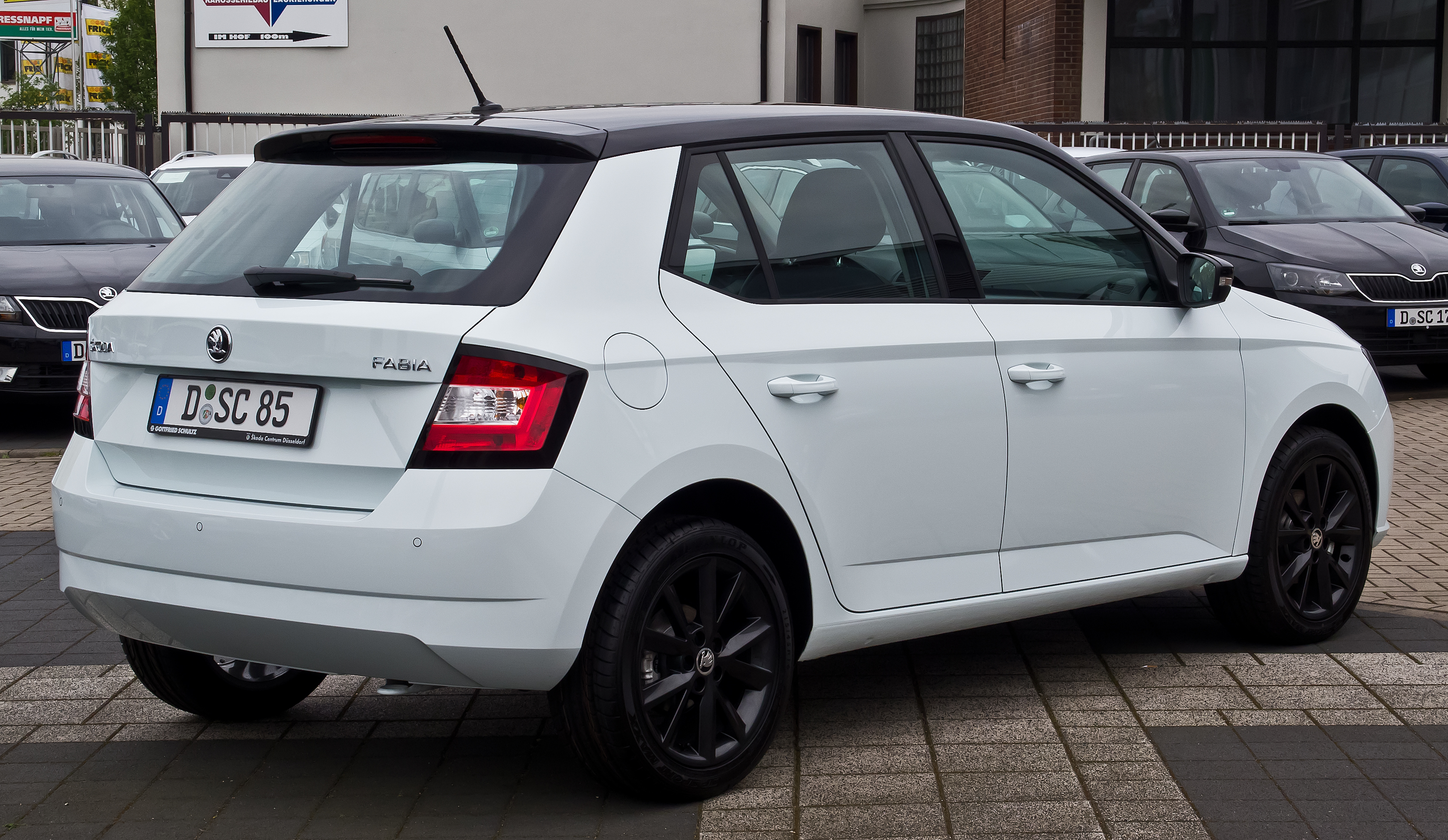
Heckansicht
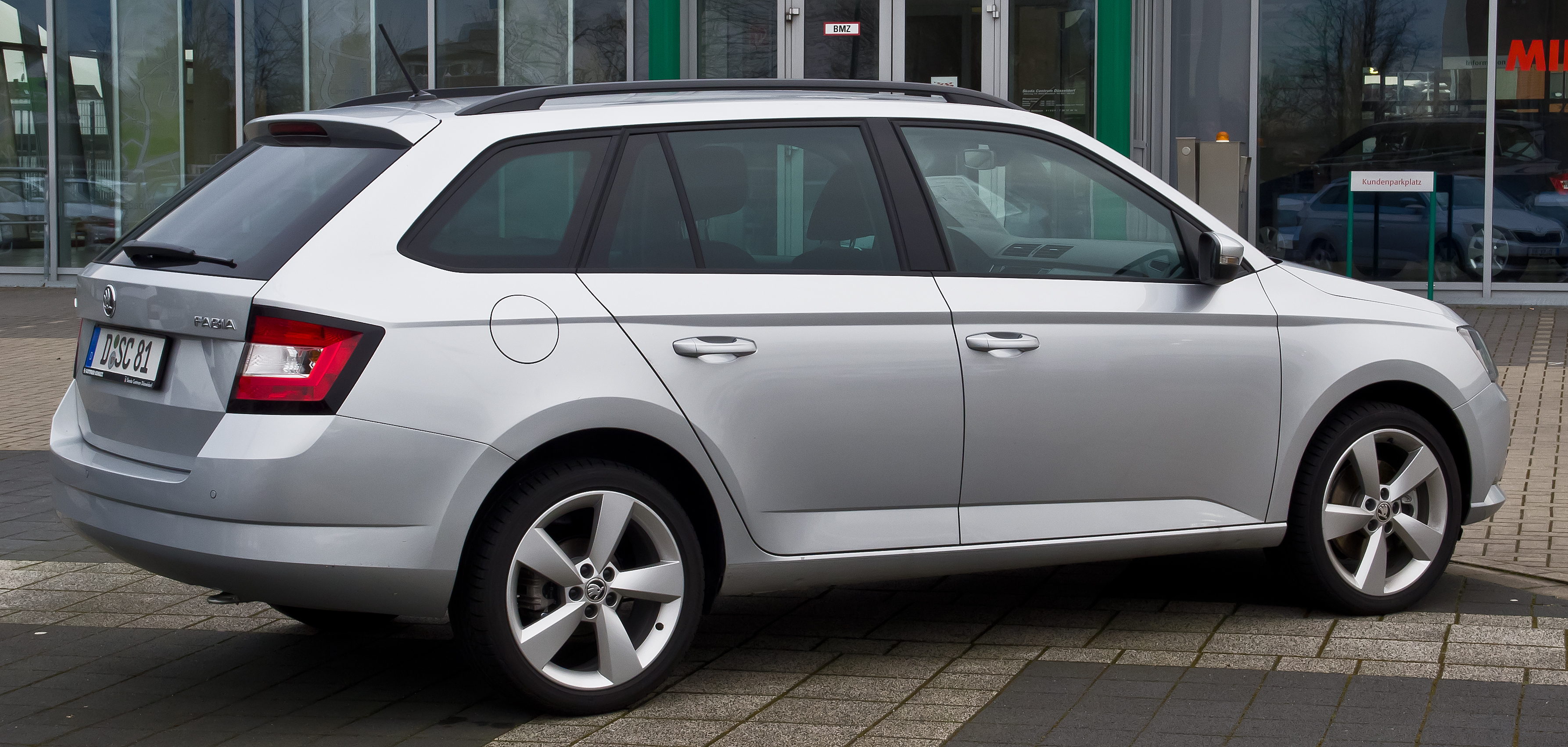
Škoda Fabia Combi (2015–2018)
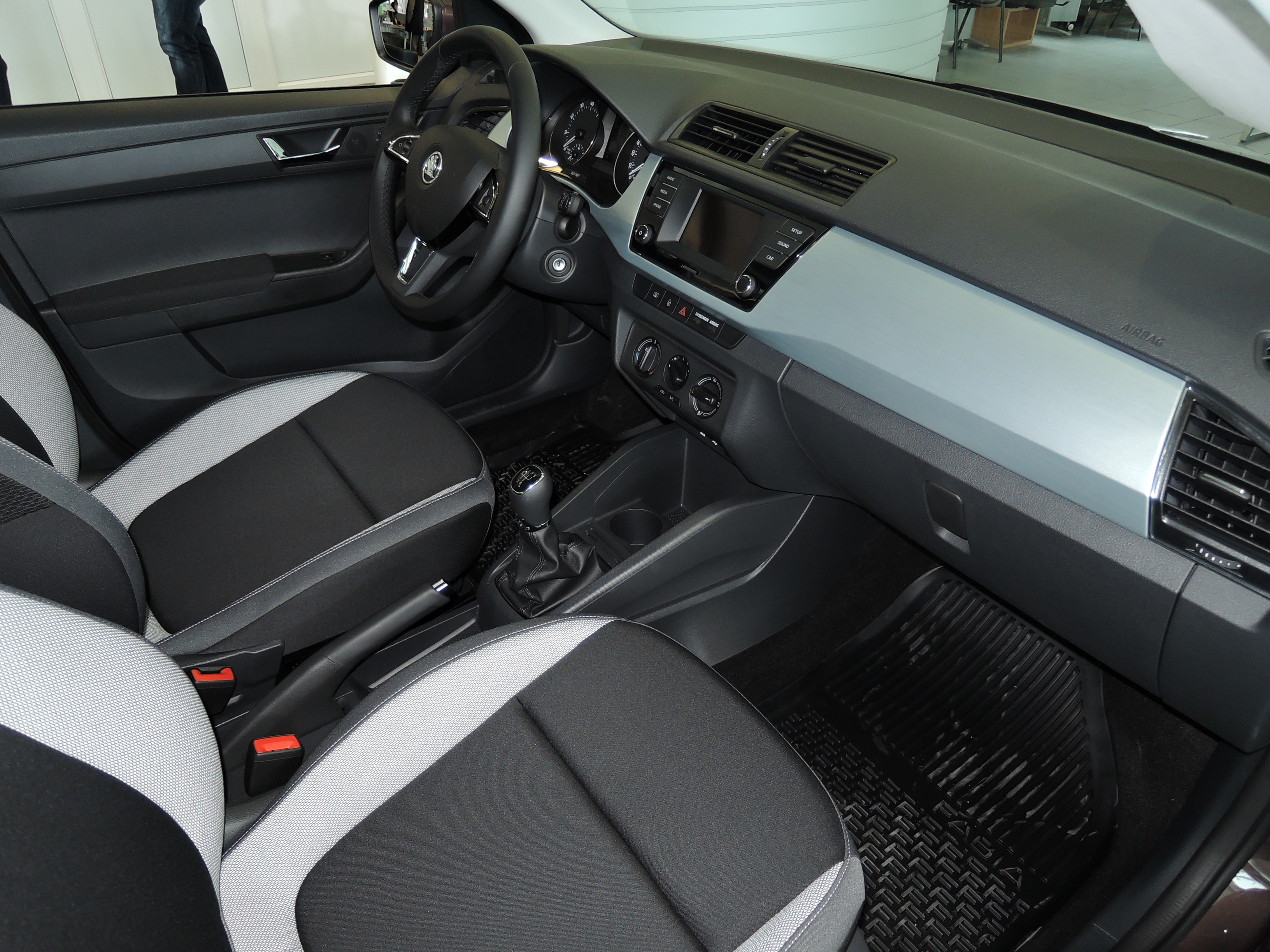
Innenraum vorn
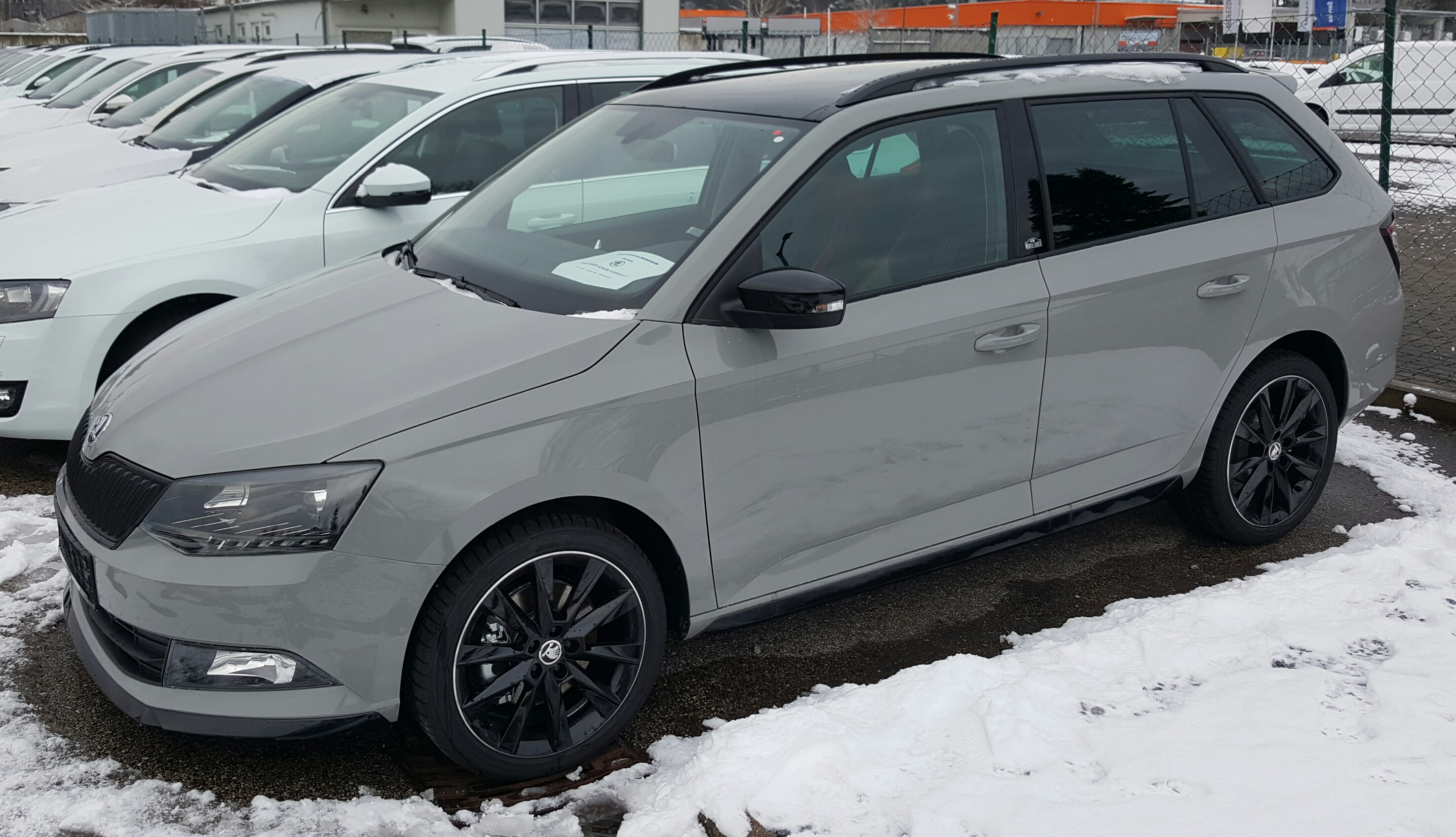
Edition „Monte Carlo“ in stahlgrau mit Black-Paket und 17"-Felgen (2016)

### Modellpflege
Im Juni 2017 wurden neue Motoren eingeführt: Der TSI-Dreizylindermotor mit einem Liter Hubraum und 70 kW (95 PS) oder 81 kW (110 PS) löste die bisherigen 1,2-TSI-Motoren ab.
Auf dem 88. Genfer Auto-Salon im März 2018 präsentierte Škoda eine vom Designer Jiří Hadaščok überarbeitete Version des Fabia. Diese wird bislang nicht mehr mit Dieselmotoren ausgeliefert, da die „PQ“-Plattform des Fabia keinen Platz für einen SCR-Katalysator vorsieht. Erstmals sind LED-Scheinwerfer, ein Fernlichtassistent und eine rückwärtige Verkehrsbeobachtung erhältlich. Jeder Fabia hat nun in der Mitte der Instrumententafel ein 6,5-Zoll-Display.
Zum Modelljahr 2019 wurde die Serienausstattung aufgewertet: innen USB-Anschluss und SD-Speicherkartenslot, außen LED-Tagfahrlicht sowie elektrisch verstell- und beheizbare Außenspiegel.

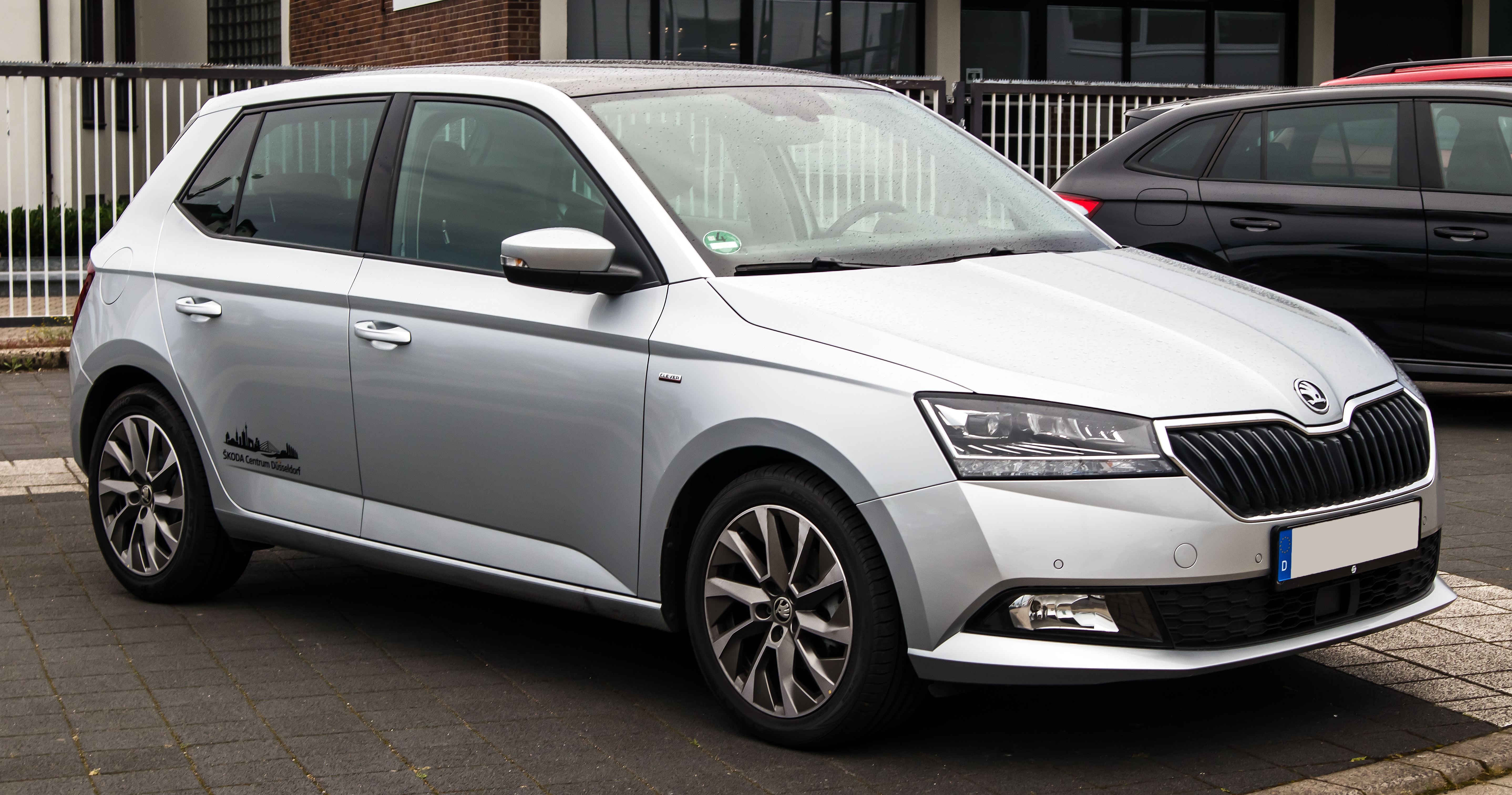
Škoda Fabia (2018–2021)
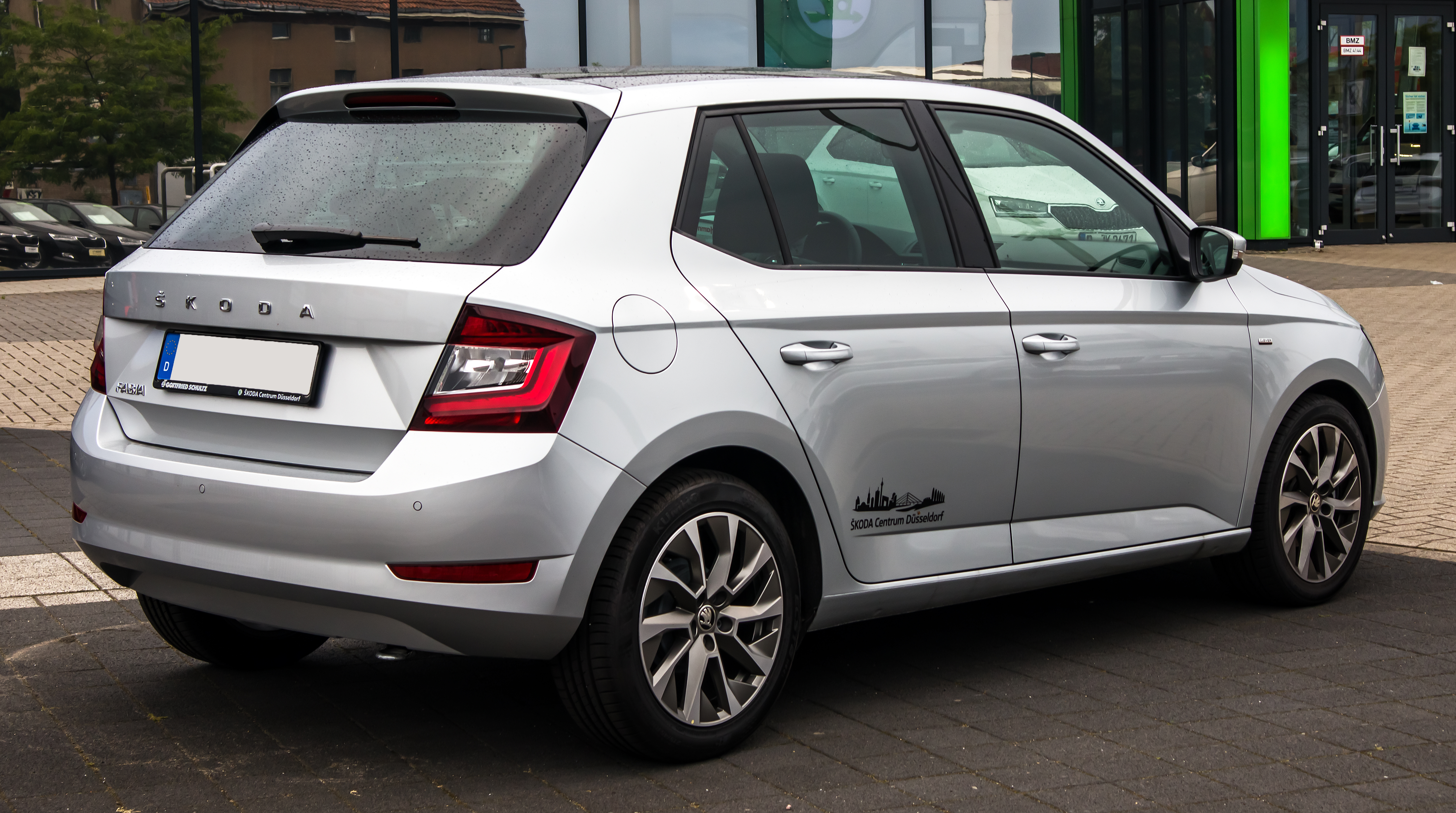
Heckansicht
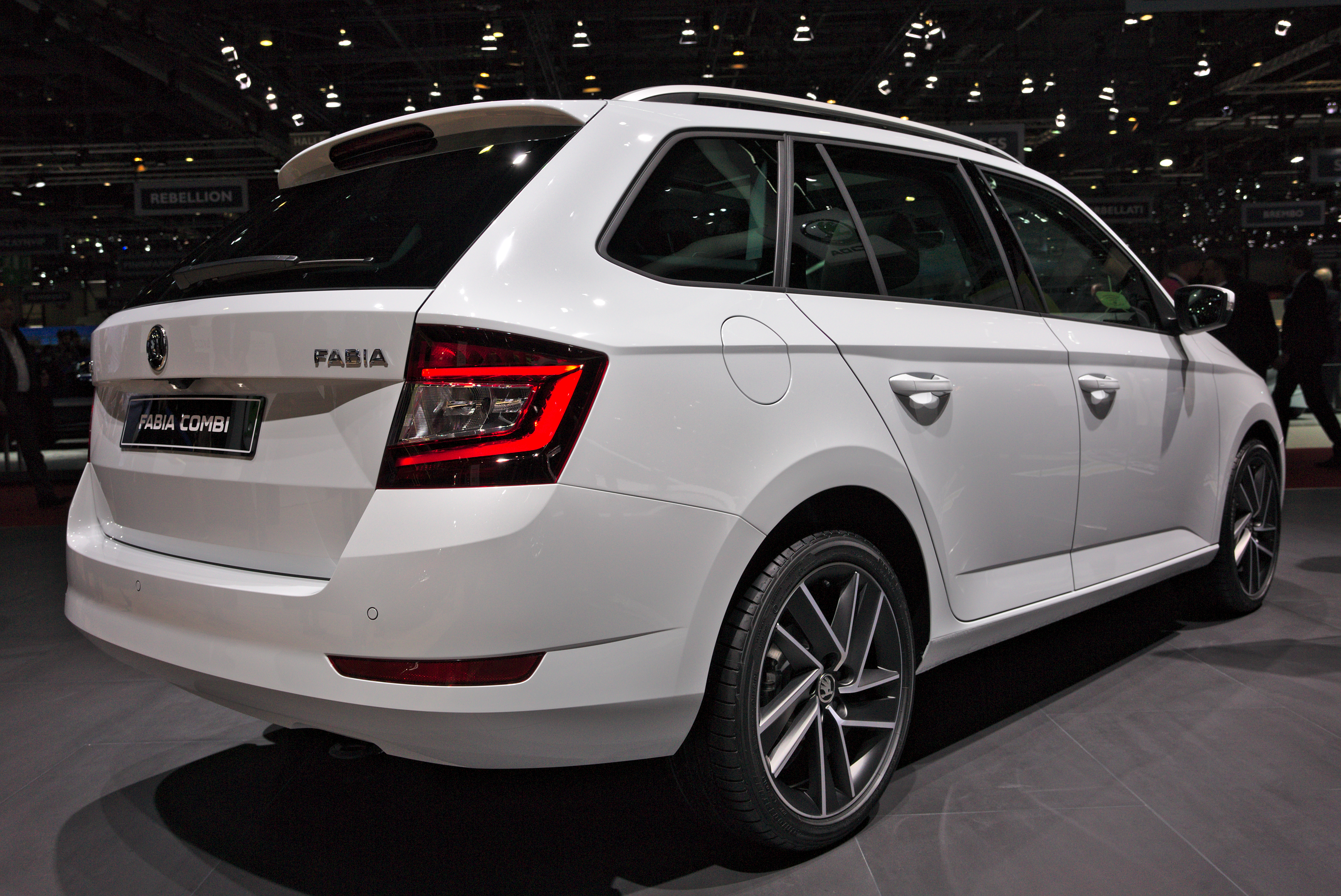
Škoda Fabia Combi (2018–2022)
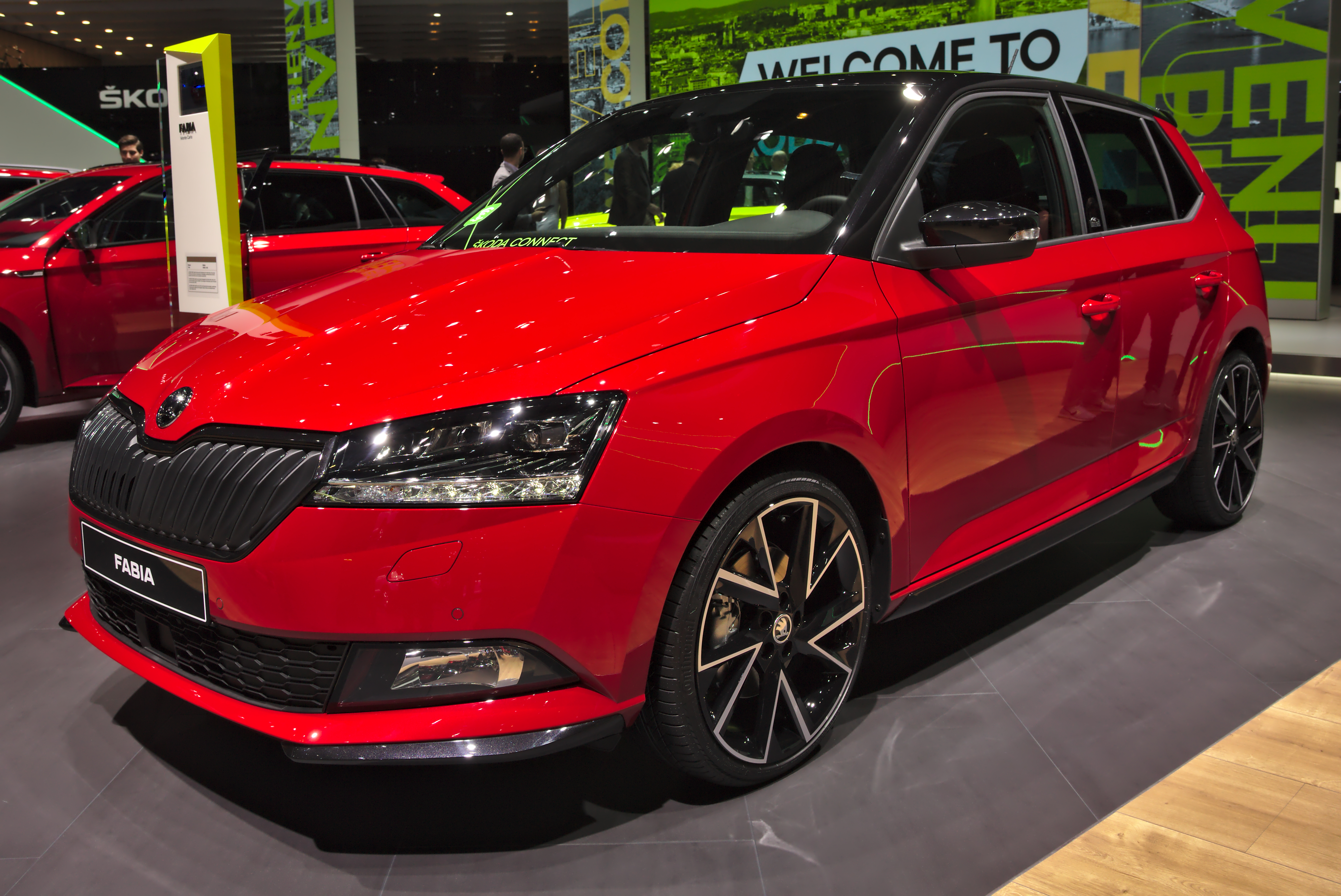
Version Monte Carlo (2018–2021)
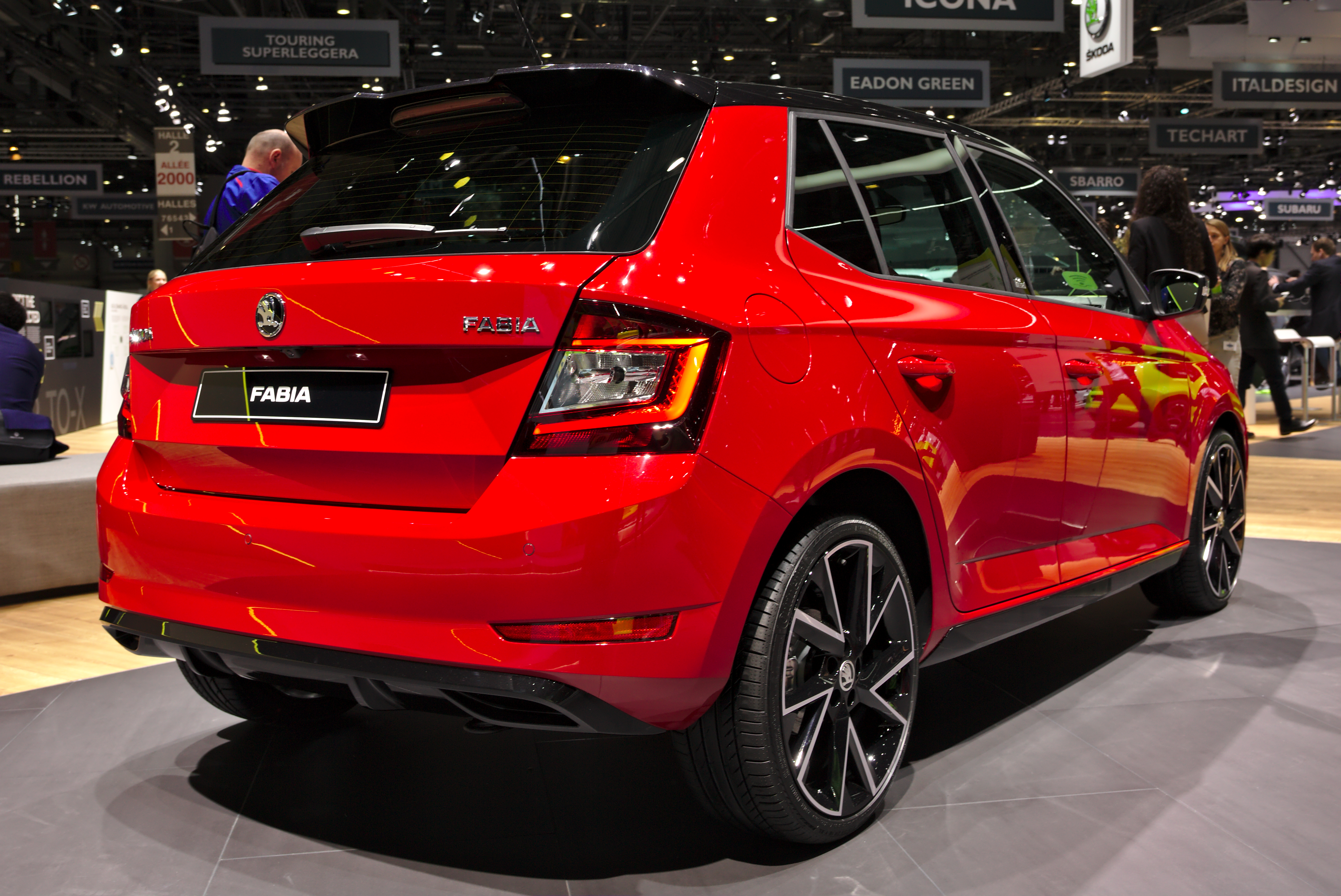
Heckansicht

## Technik
Der Strömungswiderstandskoeffizient (cw) des Schrägheckmodells beträgt 0,32, der des Combi bis 0,30. Ihr Design erfordert, dass die Presswerkzeuge zur Herstellung nach 25.000 Vorgängen nachgeschliffen werden müssen.
Das Fahrwerk hat vorn MacPherson-Federbeine mit Dreiecksquerlenkern und Torsionsstabilisator, hinten eine Verbundlenkerachse. Gelenkt wird mit einer elektromechanisch unterstützten Zahnstangenlenkung, welche auch im VW Golf verwendet wird. Die Vorderräder werden mit innenbelüfteten Scheibenbremsen, die Hinterräder mit Trommelbremsen und ab 66 kW (90 PS) mit Scheibenbremsen verzögert. Die Fahrdynamikregelung (ESP) wurde überarbeitet, und auch neue Assistenten wie Müdigkeitserkennung, Parkassistent, Abstandsregeltempomat und automatische Notbremse sind erhältlich.

### Radio- und Navigationssysteme
Im Fabia III stehen mehrere Systeme zur Auswahl:
- Blues: Ohne Touchscreen; In der Grundausstattung „Active“ standardmäßig
- Swing: Mit 5″-Touchscreen
- Bolero: Mit 6,5″-Touchscreen

Mit der Modellpflege im Juni 2017 wurden die Ausstattungsstufen verbessert:
- Swing: Mit 6,5″-Touchscreen; In der Grundausstattung „Active“ enthalten
- Amundsen: Mit 6,5″-Touchscreen, Verkehrsdaten und Stauwarnung

### Motoren und Getriebe
Alle Motoren erfüllen die EU-6-Abgasnorm und haben eine Start-Stopp-Automatik und Bremsenergierückgewinnung (Rekuperation).
Für einige stärkere Motoren ist auch ein Siebengang-Doppelkupplungsgetriebe lieferbar.

#### Ottomotoren
| Motoren                               | 1.0 MPI                         | 1.0 MPI                         | 1.0 MPI                         | 1.0 MPI                         | 1.0 MPI                         | 1.0 TSI                         | 1.0 TSI                         | 1.0 TSI                          | 1.0 TSI                          | 1.0 TSI                          | 1.2 TSI                         | 1.2 TSI                          | 1.4 TSI „Edition R5“                      |
| ------------------------------------- | ------------------------------- | ------------------------------- | ------------------------------- | ------------------------------- | ------------------------------- | ------------------------------- | ------------------------------- | -------------------------------- | -------------------------------- | -------------------------------- | ------------------------------- | -------------------------------- | ----------------------------------------- |
| Bauzeitraum                           | 10/2014–07/2018                 | 03/2019–11/2020                 | 11/2020–04/2022                 | 10/2014–07/2018                 | 07/2018–07/2019                 | 06/2017–07/2018                 | 07/2018–09/2020                 | 09/2020–04/2022                  | 06/2017–07/2018                  | 07/2018–11/2020                  | 10/2014–06/2017                 | 10/2014–06/2017                  | 04/2018–08/2018 (auf 600 Stück limitiert) |
| Motorkennbuchstaben                   | CHYA/CHYE                       | CHYA/CHYE                       | CHYA/CHYE                       | CHYB                            | CHYB                            | CHZB                            | CHZB                            | CHZC                             | CHZC                             | CHZC                             | CJZC                            | CJZD                             | CZCA                                      |
| Motorbaureihe                         | VW EA211                        | VW EA211                        | VW EA211                        | VW EA211                        | VW EA211                        | VW EA211                        | VW EA211                        | VW EA211                         | VW EA211                         | VW EA211                         | VW EA211                        | VW EA211                         | VW EA211                                  |
| Motortyp                              | R3-Ottomotor                    | R3-Ottomotor                    | R3-Ottomotor                    | R3-Ottomotor                    | R3-Ottomotor                    | R3-Ottomotor mit Turbolader     | R3-Ottomotor mit Turbolader     | R3-Ottomotor mit Turbolader      | R3-Ottomotor mit Turbolader      | R3-Ottomotor mit Turbolader      | R4-Ottomotor mit Turbolader     | R4-Ottomotor mit Turbolader      | R4-Ottomotor mit Turbolader               |
| Anzahl Ventile                        | 12                              | 12                              | 12                              | 12                              | 12                              | 12                              | 12                              | 12                               | 12                               | 12                               | 16                              | 16                               | 16                                        |
| Ventilsteuerung                       | DOHC, wartungsfreier Zahnriemen | DOHC, wartungsfreier Zahnriemen | DOHC, wartungsfreier Zahnriemen | DOHC, wartungsfreier Zahnriemen | DOHC, wartungsfreier Zahnriemen | DOHC, wartungsfreier Zahnriemen | DOHC, wartungsfreier Zahnriemen | DOHC, wartungsfreier Zahnriemen  | DOHC, wartungsfreier Zahnriemen  | DOHC, wartungsfreier Zahnriemen  | DOHC, wartungsfreier Zahnriemen | DOHC, wartungsfreier Zahnriemen  | DOHC, wartungsfreier Zahnriemen           |
| Gemischaufbereitung                   | Multi-Point-Einspritzung        | Multi-Point-Einspritzung        | Multi-Point-Einspritzung        | Multi-Point-Einspritzung        | Multi-Point-Einspritzung        | Direkteinspritzung              | Direkteinspritzung              | Direkteinspritzung               | Direkteinspritzung               | Direkteinspritzung               | Direkteinspritzung              | Direkteinspritzung               | Direkteinspritzung                        |
| Kühlung                               | Wasserkühlung                   | Wasserkühlung                   | Wasserkühlung                   | Wasserkühlung                   | Wasserkühlung                   | Wasserkühlung                   | Wasserkühlung                   | Wasserkühlung                    | Wasserkühlung                    | Wasserkühlung                    | Wasserkühlung                   | Wasserkühlung                    |                                           |
| Bohrung × Hub                         | 74,5 × 76,4 mm                  | 74,5 × 76,4 mm                  | 74,5 × 76,4 mm                  | 74,5 × 76,4 mm                  | 74,5 × 76,4 mm                  | 74,5 × 76,4 mm                  | 74,5 × 76,4 mm                  | 74,5 × 76,4 mm                   | 74,5 × 76,4 mm                   | 74,5 × 76,4 mm                   | 71,0 × 75,6 mm                  | 71,0 × 75,6 mm                   | 74,5 / 80,0 mm                            |
| Hubraum                               | 999 cm³                         | 999 cm³                         | 999 cm³                         | 999 cm³                         | 999 cm³                         | 999 cm³                         | 999 cm³                         | 999 cm³                          | 999 cm³                          | 999 cm³                          | 1197 cm³                        | 1197 cm³                         | 1395 cm³                                  |
| Verdichtungsverhältnis                | 10,5:1                          | 10,5:1                          | 10,5:1                          | 10,5:1                          | 10,5:1                          | 10,5:1                          | 10,5:1                          | 10,5:1                           | 10,5:1                           | 10,5:1                           | 10,5:1                          | 10,5:1                           | 10,5:1                                    |
| max. Leistung                         | 44 kW (60 PS)/ 5000–6000/min    | 44 kW (60 PS)/ 5000–6000/min    | 44 kW (60 PS)/ 5000–5500/min    | 55 kW (75 PS)/ 6200/min         | 55 kW (75 PS)/ 6200/min         | 70 kW (95 PS)/ 5000–5500/min    | 70 kW (95 PS)/ 5000–5500/min    | 70 kW (95 PS)/ 5000–5500/min     | 81 kW (110 PS)/ 5000–5500/min    | 81 kW (110 PS)/ 5000–5500/min    | 66 kW (90 PS)/ 4400–5400/min    | 81 kW (110 PS)/ 4600–5600/min    | 92 kW (125 PS)/ 5000–6000/min             |
| max. Drehmoment                       | 95 Nm bei 3000–4300/min         | 95 Nm bei 3000–4300/min         | 95 Nm bei 3000–4300/min         | 95 Nm bei 3000–4300/min         | 95 Nm bei 3000–4300/min         | 160 Nm bei 1500–3500/min        | 160 Nm bei 1800–3500/min        | 160 Nm bei 1800–3500/min         | 200 Nm bei 2000–3500/min         | 200 Nm bei 2000–3500/min         | 160 Nm bei 1400–3500/min        | 175 Nm bei 1400–4000/min         | 200 Nm bei 1400–4000/min                  |
| Antrieb                               | Vorderradantrieb                | Vorderradantrieb                | Vorderradantrieb                | Vorderradantrieb                | Vorderradantrieb                | Vorderradantrieb                | Vorderradantrieb                | Vorderradantrieb                 | Vorderradantrieb                 | Vorderradantrieb                 | Vorderradantrieb                | Vorderradantrieb                 | Vorderradantrieb                          |
| Getriebe                              | 5-Gang-Schaltgetriebe           | 5-Gang-Schaltgetriebe           | 5-Gang-Schaltgetriebe           | 5-Gang-Schaltgetriebe           | 5-Gang-Schaltgetriebe           | 5-Gang-Schaltgetriebe           | 5-Gang-Schaltgetriebe           | 5-Gang-Schaltgetriebe            | 6-Gang-Schaltgetriebe            | 6-Gang-Schaltgetriebe            | 5-Gang-Schaltgetriebe           | 6-Gang-Schaltgetriebe            | 7-Gang-Doppelkupplungsgetriebe            |
| optionales Getriebe                   | –                               | –                               | –                               | –                               | –                               | –                               | –                               | [7-Gang-Doppelkupplungsgetriebe] | [7-Gang-Doppelkupplungsgetriebe] | [7-Gang-Doppelkupplungsgetriebe] | –                               | [7-Gang-Doppelkupplungsgetriebe] | –                                         |
| Höchstgeschwindigkeit, Schrägheck     | 160 km/h                        | 157 km/h                        | 158 km/h                        | 172 km/h                        | 168 km/h                        | 183 km/h                        | 184–185 km/h                    | 186 km/h                         | 196 km/h                         | 195–196 km/h [194 km/h]          | 182 km/h                        | 197 km/h [196 km/h]              | 203 km/h                                  |
| Beschleunigung 0–100 km/h, Schrägheck | 15,7 s                          | 16,4–16,6 s                     | 16,4 s                          | 14,7 s                          | 14,9 s                          | 10,6 s                          | 10,7–10,8 s                     | 10,7 s [11,1 s]                  | 9,5 s                            | 9,7–10,1 s [9,6 s]               | 10,9 s                          | 9,4 s                            | 8,8 s                                     |
| Höchstgeschwindigkeit, Combi          | –                               | 161 km/h                        | 161 km/h                        | 172 km/h                        | 169 km/h                        | 187 km/h                        | 185–187 km/h                    | 188 km/h                         | 199 km/h                         | 196–198 km/h [195 km/h]          | 185 km/h                        | 199 km/h                         | –                                         |
| Beschleunigung 0–100 km/h, Combi      | –                               | 16,4 s                          | 16,6 s                          | 14,7 s                          | 14,9 s                          | 10,8 s                          | 10,8 s                          | 10,8 s [11,2 s]                  | 9,6 s                            | 9,6–9,7 s [9,9 s]                | 11,0 s                          | 9,6 s                            | –                                         |
| Verbrauch auf 100 km (kombiniert)     | 4,7 l S                         | 4,7–4,9 l S                     | 4,9 l S                         | 4,8 l S                         | 4,8–4,9 l S                     | 4,3 l S                         | 4,5–4,6 l S                     | 4,6–4,8 l S [4,7–5,0 l S]        | 4,4 l S [4,5 l S]                | 4,5–4,7 l S [4,6–4,8 l S]        | 4,7 l S                         | 4,8 l S [4,7 l S]                | 4,9 l S                                   |
| CO2-Emissionen (kombiniert)           | 106 g/km                        | 108–110 g/km                    | 110–111 g/km                    | 108 g/km                        | 110–111 g/km                    | 99 g/km                         | 103–108 g/km                    | 105–110 g/km [108–115 g/km]      | 103 g/km [106 g/km]              | 102–107 g/km [106–110 g/km]      | 107 g/km                        | 110 g/km [109 g/km]              | 115 g/km                                  |
| Tankinhalt                            | 45 l                            | 45 l                            | 45 l                            | 45 l                            | 45 l                            | 45 l                            | 45 l                            | 45 l                             | 45 l                             | 45 l                             | 45 l                            | 45 l                             | 45 l                                      |
| Schadstoffklasse                      | Euro 6                          | Euro 6d-TEMP                    | Euro 6d                         | Euro 6                          | Euro 6d-TEMP                    | Euro 6                          | Euro 6d-TEMP                    | Euro 6d                          | Euro 6                           | Euro 6d-TEMP                     | Euro 6                          | Euro 6                           | Euro 6                                    |

#### Dieselmotoren
| Motoren                               | 1.4 TDI                          | 1.4 TDI                       |
| ------------------------------------- | -------------------------------- | ----------------------------- |
| Bauzeitraum                           | 10/2014–07/2018                  | 11/2014–07/2018               |
| Motorkennbuchstaben                   | CUSB                             | CUTA                          |
| Motorbaureihe                         | VW EA288                         | VW EA288                      |
| Motortyp                              | R3-Dieselmotor mit Turbolader    | R3-Dieselmotor mit Turbolader |
| Anzahl Ventile                        | 12                               | 12                            |
| Ventilsteuerung                       | DOHC, Zahnriemen                 | DOHC, Zahnriemen              |
| Gemischaufbereitung                   | Common-Rail-Einspritzung         | Common-Rail-Einspritzung      |
| Kühlung                               | Wasserkühlung                    | Wasserkühlung                 |
| Bohrung × Hub                         | 79,5 × 95,5 mm                   | 79,5 × 95,5 mm                |
| Hubraum                               | 1422 cm³                         | 1422 cm³                      |
| Verdichtungsverhältnis                | 16,2:1                           | 16,2:1                        |
| max. Leistung                         | 66 kW (90 PS)/ 3000–3250/min     | 77 kW (105 PS)/ 3500–3750/min |
| max. Drehmoment                       | 230 Nm bei 1750–2500/min         | 250 Nm bei 1750–2500/min      |
| Antrieb                               | Vorderradantrieb                 | Vorderradantrieb              |
| Getriebe                              | 5-Gang-Schaltgetriebe            | 5-Gang-Schaltgetriebe         |
| optionales Getriebe                   | [7-Gang-Doppelkupplungsgetriebe] | –                             |
| Höchstgeschwindigkeit, Schrägheck     | 182 km/h [181 km/h]              | 193 km/h                      |
| Beschleunigung 0–100 km/h, Schrägheck | 11,1 s                           | 10,1 s                        |
| Höchstgeschwindigkeit, Combi          | 184 km/h                         | 196 km/h                      |
| Beschleunigung 0–100 km/h, Combi      | 11,3 s                           | 10,2 s                        |
| Verbrauch auf 100 km (kombiniert)     | 3,4 l D [3,6 l D]                | 3,5 l D                       |
| CO2-Emissionen (kombiniert)           | 88 g/km [94 g/km]                | 90 g/km                       |
| Tankinhalt                            | 45 l                             | 45 l                          |
| Schadstoffklasse                      | Euro 6                           | Euro 6                        |

## Produktionszahlen Škoda Fabia III
Gesamtproduktion Fahrzeuge von 2014 bis 2022
| Jahr | 2014               | 2015    | 2016    | 2017    | 2018    | 2019    | 2020    | 2021   | 2022 | Summe |
| ---- | ------------------ | ------- | ------- | ------- | ------- | ------- | ------- | ------ | ---- | ----- |
|      | 162.954 ca. 83.000 | 195.349 | 203.308 | 209.471 | 186.213 | 166.237 | 100.425 | 94.105 |      |       |

## Fabia R5

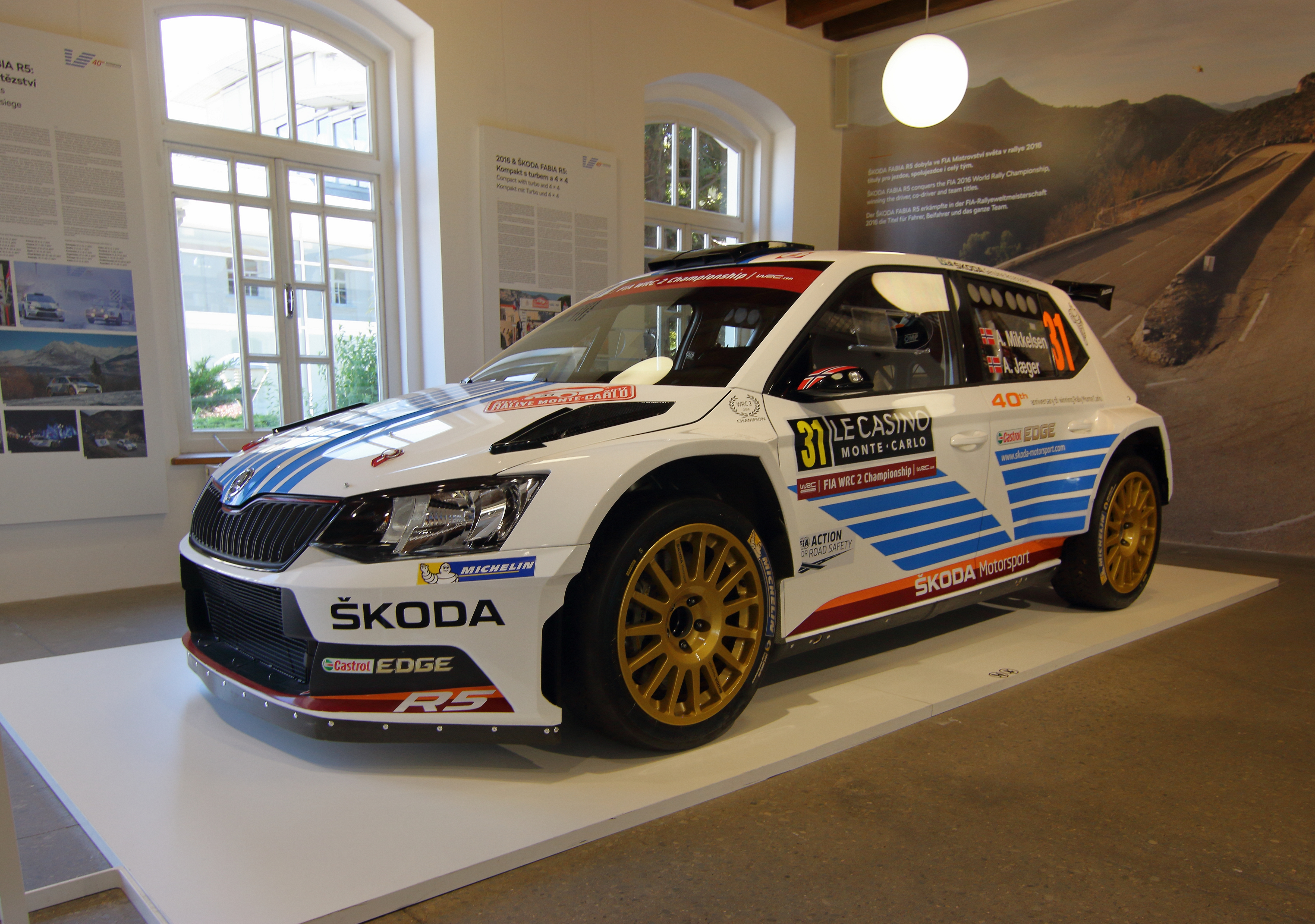
Škoda Fabia R5 im Škoda Muzeum.

Im Sommer 2015 wurde der Škoda Fabia R5 als Rallyefahrzeug in der neu geschaffenen Klasse R5 homologiert. Diese befindet sich direkt unterhalb der WRC. Sein Vierzylinder-Turbomotor hat einen Hubraum von 1620 cm³, leistet 205 kW (279 PS) und liefert ein maximales Drehmoment von 420 Nm. Er wird unter anderem in der Deutschen Rallye-Meisterschaft eingesetzt.
Um das Rally-Engagement von Škoda und die Erfolge bekannt zu machen, gab es 2018 das auf 600 Exemplare limitierte Sondermodell Edition R5. Es hat einen Motor mit 92 kW (125 PS) und eine sportliche, umfangreiche Ausstattung, ist aber nur in Weiß und in einer einzigen Konfiguration für 22.990 € erhältlich.